# الحمدانية (حلب)
الحمدانية هو أكبر الأحياء السكنية في مدينة حلب حيث تبلغ إجمالي مساحته (مع اعتبار أكادمية الأسد) حوالي 8 كيلومتر مربع وبذلك يكون أكبر من مدينة إدلب، اعتمد بناء الحي على طراز البناء الروسي (الاتحاد السوفيتي)، حيث كانت أولى الأبنية فيه مخصصة للجيش العربي السوري والقوات المسلحة والشرطة وضباط الجيش السوفيتي الموجودين في سورية وهي ابراج موجودة في الاحياء الأول والثالث حيث تدعى برجيات الروس.
يعتبر حي الحمدانية من الأحياء المتوسطة، وبعض مناطقه راقية وتوجد بعض مؤسسات الدولة فيه إضافة إلى أكادمية الأسد للهندسة العسكرية. ينقسم إلى أحياء أربعة ومشاريع سكنية يبدأ من الحي الأول وفيلات الحمدانية المشهورة في جمال بنائها واجوائها الهادئة والحي الثاني والحي الثالث والحي الرابع ويمتد الحي الرابع إلى مشروع 606 ومشروع 3000 ومشروع الرواد ومشروع الريادة 1 والريادة 2 والريادة 3.
يشتهر كل حي من أحياء الحمدانية بشئ معين، فالحي الأول مشهور بمدارسه وبحديقته الجميلة التي تسمى حديقة المشتل، الحي الثاني مشهور بوجود الفرن العمومي والمدارس المشهورة في حلب كمدرسة ابن البيطار للبنين والمؤسسة العسكرية للبناء فرع رقم 3 والحي الثالث مشهور بأسواقه المفتوحة على أطراف الشوارع العامة والحدائق المتقطعة بين الشوارع وساحة اللعب للاطفال، الحي الرابع يمتاز في المطاعم والهدوء الجميل الموجود به هذا الحي والأحياء الأخرى مثل مشروع 606 مشهور في البناء الجميل للحي والشقق السكنية والراحة النفسية ومشروع 3000 يمتاز ببعده عن ضوضاء المدينة والهواء النقي.
كما يتم الآن انجاز مشاريع سكنية في منطقة الحمدانية تدعى ب (الحمدانية الجديدة) وهي مشاريع الريادة الأولى والثانية والثالثة إضافة إلى مشروع 1070 شقة.